# 江國慶案
江國慶案（又稱江國慶冤殺案、江國慶命案、江國慶冤獄案、912冤殺案）是發生在中華民國的一樁刑求逼供之冤案，起因為1996年9月12日位處臺北市大安區的空軍作戰司令部營區內五歲謝姓女童遭到姦殺身亡的案件，軍方組成「0912專案小組」，將被認定涉案的江國慶於1997年8月13日執行槍決，被槍決時年僅21歲。
本案是由不具軍司法警察身分之空軍總司令部政四處的反情報隊違法偵辦，且追求破案績效而使用非法手段刑求逼供施壓而導致冤枉判死。國賠逾億，此案被視為台灣的重大人權事件之指標，並引發廢除死刑的討論。該案2013年、2023年曾分別被電視劇《廉政英雄》、《台灣犯罪故事》改編的單元題材。
2011年1月28日，由台北地檢署傳喚相關涉案人許榮洲到案說明，經由檢察官訊問後，許榮洲一度坦承犯下空軍女童性侵命案，但之後調查其涉案的證據不足而獲判無罪。謝姓女童命案的真兇可能仍逍遙法外。

## 江國慶生平
江國慶（1975年10月10日－1997年8月13日）臺北縣永和市（現新北市永和區）人，為江支安與王彩蓮之么子，因出生於10月10日雙十國慶日，故取名為「國慶」。江支安曾經營紡織業，後於永和經營旅館，擁有一整棟樓，與正妻及二房同住於旅館樓上。江國慶是二房王彩蓮的小兒子，高中畢業後於1995年接受兵役召集，進入中華民國空軍服役，為中華民國空軍飛虎第629梯次義務役士兵，原預計於1997年2月退伍。但在空軍作戰司令部發生謝姓女童姦殺案後，被反情報隊使用非法手段取供，進而遭軍事法院判處死刑，並於1997年8月13日執行，得年21歲。

## 經過

### 起因
1996年9月12日15時20分，空軍作戰司令部福利站員工的五歲幼女被人發現陳屍在福利站廁所後方的水溝內，小腸斷裂脫出、子宮脫落、下體嚴重撕裂傷，有遭鈍器插入的痕跡。輿論一致要求軍方應迅速破案，在強大的壓力下，空軍總部立刻組成「0912專案小組」（包括鍾仁良、李書強、陳先民、吳國平、翁基鴻、周大文、何祖耀、譚寶玲、柯仲慶、許榮彰、李少康、朱慎光、藍仁智、李植仁、鄧鎮環等15人）進行調查，但軍方約談福利站的員工和士兵卻毫無進展。軍事檢察官和法醫於交誼廳的櫃檯上發現一把疑似作案用的兇刀，上沾有血跡。軍方隨即展開調查，最後過濾出包含江國慶在內的四名士兵有涉案嫌疑。

### 軍方調查
1996年10月1日，法務部調查局對福利站的員工和支援士兵實施測謊檢測，結果只有江國慶一人未通過。10月2日晚間，江國慶被送到禁閉室，由專案人員的空軍反情報總隊少校保防官鄧震環及上尉保防官何祖耀進行連續37小時的疲勞訊問和刑求逼供，迫使他自承犯案，並於10月4日寫下自白書。空軍總司令部政戰主任李天羽 (陳水扁總統任內晉升國防部參謀總長與國防部長) 取得自白書之後，就自行宣佈破案。刑警事後表示，破案記者會中並沒有參加的台北市政府警察局及國防部憲兵102調查組無故被列名背書，警方從一開始調查時就無法介入。

### 軍法審判
1996年10月22日，江國慶被軍法起訴，但他在11月5日初審時翻供，聲稱是遭到刑求才承認犯案。12月26日，初審仍被審判長呂德義、審判官羅正南與甯方中等三人以強姦殺人罪判處死刑。
1997年3月27日，國防部覆審，以證據不足及江國慶遭刑求為由，撤銷判決發回更審，但空軍作戰司令部仍交由前次相同的三軍法官審理（審判長呂德義、審判官羅正南與甯方中），並於6月17日判處死刑。同年7月，多名民進黨籍立委張俊宏、林豐喜與黃天福等人召開記者會，指本案審判過程中出現重大瑕疪，質疑江國慶是遭人詬陷入獄。立委更呼籲法院重審此案，讓全案能夠真正地水落石出。

### 槍決
1997年8月13日，江國慶於桃園縣八德市（今桃園市八德區）懷生基地被執行槍決，得年21歲。江國慶臨刑前拒絕吃最後一餐，向法官要求寫遺書給父親。遺書內容一再強調謀殺案不是他做的，他是被刑求誣賴，並列出冤枉他的「狗官們」。江國慶在法醫注射麻藥之前咬牙切齒說道：「我一定要化為厲鬼，向害我的人索命！」後來江父簽名領屍時寫下「天無公理」四字，隨後十數年為證明兒子的清白四處奔波，但直至江父往生後，全案才得以翻案證明其子之無辜。

### 平反無罪
2000年12月15日，江國慶的父親江支安在訪談中表示對調查過程懷疑：「當年空作部司令就是現在的空軍總司令陳肇敏，他趕著要升官，這還不要緊，當時陳水扁作台北市長，限期一個月破案，案子是被硬逼出來的，我兒子老實，被嚇得說什麼測謊沒過。」
2011年9月13日，北部地方軍事法院上午進行再審宣判，原遭指控涉案的空軍前士兵江國慶獲判無罪；司法院官員估計，依《刑事補償法》規定，江國慶家屬可獲得國家賠償新臺幣9,282萬元。
國防部北部地方軍事法院2011年10月27日依《刑事補償法》，判決補償江家家屬新臺幣1億318萬5,000元，在律師見證下將補償金交付。國防部表示將召開「求償審查會議」，依據《行政程序法》對相關的違失官員提出求償。

## 案情疑點
軍法醫報告中，2001年9月30日的驗屍報告是引據10月7日的調查結果而成，疑似調查小組為配合自白書內容掩飾錯誤所致。原報告矛盾之處包括：
1. 凶器長度和驗屍報告所指的傷口實際長度不符，且提交的凶器為鋸齒刀，傷口卻為撕裂傷，並不符特徵；[22]
2. 江國慶衣物上只有兩點血跡，與案發現場大量出血的狀況不合，且之後的DNA鑑定結果為「不排除混有被告DNA之可能」，並未指出確實發現被告的DNA；[22]
3. 驗屍時未發現有屍斑，代表死亡不超過一小時，與自白書內容不符。

除法醫報告的問題外，在調查與審案的部分，被告自白是迫於軍方威嚇而寫成，不能當做判決的直接證據，而且其作案情節含糊，不如許榮洲的陳述精確完整。專案小組成員何祖耀在此事件後，亦有刑求取供的紀錄。法官審判過程亦過於主觀，詢案時已將江國慶認定為兇手，並拒絕被告申請調查證人，不利被告。
但另一方面，軍方也提出了十項質疑，認為受刑求的家書上並未附有軍方看守所的印記，其筆跡也與自白不同，因此軍方懷疑為他人所代筆。

## 監察院調查報告

### 事由
因判決草率，在被告槍決後，家屬仍向監察院陳情。監察院調查的結果認定此案承辦人員違法失職，判決有多項疑點未釐清，建請國防部轉飭所屬研究有無提起再審或非常審判之事由，並另組專案小組對本案所有嫌疑人再逐一查對。國防部最高軍事法院檢察署不但未主動依監察院的調查意見著手研究，反駁回江國慶家屬提起非常上訴之聲請。

### 十年彈劾期
江國慶案開始是由第二屆監委江鵬堅偵辦，可惜他因病過世。後來第三屆監委接棒，又因任期屆滿。接下來朝野惡鬥導致監察院空轉，直到2010年才由第四屆監委提出糾正，卻拖過法定10年彈劾期，監委李復甸認為，國民黨在野時曾帶領掌握國會多數的泛藍陣營造成監院一度暫停運作，應要負起責任。
2010年5月12日，監察院公佈調查報告，指出當時的空軍作戰司令陳肇敏違反《軍事審判法》，將全案交由不具軍司法警察身份的反情報總隊調查，且對未涉案的江國慶刑求逼供，無視許姓士兵自承犯案的自白，迅速將江國慶槍決，枉顧司法人權。監察院將調查報告轉交檢察總長續行偵辦，並提案糾正國防部，要求國防部最高軍事法院及最高軍事法院檢察署進行非常上訴及再審，同時須追回破案獎勵。

### 非常上訴
2010年5月20日，最高軍事法院檢察署以審判違法為由，向最高法院提起「非常上訴」，為軍方首次針對已遭軍法槍決的被告向最高法院提起非常上訴。最高檢察署於2010年6月發函臺中地檢署重啟偵查，檢察官黃如慧、詹常輝與特偵組、北檢、刑事局等機關組成專案小組，重新檢查扣案證物並進行檢驗。

### 新疑犯
2011年1月28日，警方公佈調查結果，證物上並無江國慶之DNA，而DNA殘留物與許榮洲相符，自白書是由反情報總隊以連續37小時的刑求逼供所取得。許榮洲則當庭承認犯行，並依強姦殺人罪聲押。此案臺灣解除戒嚴之後，第一宗確認的冤獄錯殺案，民間司法改革基金會執行長林峯正痛批：「官方終於承認司法誤判，但國家殺錯人，誰來償命？如何賠得起？軍方的責任一定要追究到底。」

## 疑兇

### 個人因素
2000年底，台中高分檢特偵組接獲秘密證人檢舉指出，在臺灣省臺北縣新店市（今新北市新店區）軍監服刑的許榮洲於女童姦殺案涉嫌重大。許榮洲曾與江國慶同一時期服役於同一單位，並於1997年5月在台中地區連續犯下兩起女童誘殺案，其中一起曾尾隨被害人進入保齡球球館廁所內，以利器脅迫姦淫得逞，並以利器刺入女童陰戶內；另一起案件，許榮洲則在姪女家中以竹子插進姪女陰道內，犯案手法與女童姦殺相似。由於事涉敏感且牽涉軍方人事派系鬥爭與軍紀司法問題，軍方尚在作內部檢討調查，但最後卻不了了之。
許榮洲已於2010年9月出獄，精神科醫師鑑定其為「固定型戀童症」，再犯的可能性極高。因無法比照性侵害假釋犯以電子腳鐐監控，僅能依規定將他列為治安顧慮人口，由轄區派出所及偵查隊每月各查訪一次。

### 冤案判決
2011年1月28日，檢警專案小組重新鑑定當年軍方扣留之證物，發現遺留在案發現場窗戶的半枚掌紋與曾在空總服役的士兵許榮洲吻合。檢警至新北市三重區住處逮人，許坦承犯下此案，並表示案件與已遭槍決的江國慶毫無關係。台北地檢署以許榮洲的殺人罪嫌重大且有逃亡之虞，连夜向法院聲請羈押獲准。
2011年5月，特偵組起訴許榮洲且求刑20年。
2011年12月12日，台北地方法院一審宣判，許榮洲遭判十八年有期徒刑。

### 疑兇平反
2013年4月2日，臺灣高等法院認為許榮洲自白時有輕度智障，且七次自白內容前後矛盾並且與採證結果有出入，甚至在許榮洲身上發現鞭打之痕跡疑似遭到刑求，因此臺灣高等法院二審宣判，許榮洲被改判無罪；2014年3月19日，最高法院駁回檢方上訴，許榮洲無罪定讞。
2015年6月29日，司法院刑事補償法庭做出判決判賠許榮洲，以每日2000元計算，賠償其新臺幣159萬2000元，全案定讞。

## 責任追究

### 檢方偵查
檢方懷疑，當年負責偵訊江國慶的空軍反情報總隊人員為了與依法才具有軍司法警察身份的原承辦憲兵隊「搶功」和「爭績效」，進而刑求江國慶並逼迫自白。據監察院資料，江國慶曾在寫給父親的信中，指前反情報總隊上校柯仲慶曾以電擊棒刑求。檢方目前將柯仲慶及當時負責偵訊江國慶的鄧震環、李植仁、何祖耀、李書強等列入調查對象。國防部軍法官員表示，若全案終審判決確定，有關當時涉及非法刑求取供而導致江國慶枉死的軍方官員，軍檢都將依法追究「枉法裁判」和「濫權追訴」等罪嫌。
已逝之江國慶父親在家中貼出曾涉及此案並誣陷江國慶之審判人員之「狗官名單」，清楚名列當時參與審判的18人。

### 特偵組
2011年5月，特偵組起訴許榮洲且求刑20年，但涉及栽贓刑求者全部不被起訴，原因是罪證不足、超過法定追溯期及身份不合（特偵組認為不能用適用於司法人員的法律來起訴軍人）。

### 律師團
2011年6月8日，最高法院認為國防部軍事法院已開始再審江國慶案，原判江國慶死刑的判決不存在，認為委任律師團無非常上訴之必要，依法裁定駁回。

### 刑事補償
國防部於2011年10月27日宣布，針對前空軍士兵江國慶母親王彩蓮所提出的刑事補償案，國防部北部地方軍事法院2011年10月27日已依照《刑事補償法》決定，將補償江家家屬1億318萬5,000元新台幣。北部地方軍事法院已審核相關申請文件，在律師見證下將補償金交付王彩蓮。國防部表示接下來也會召開「求償審查會議」，研究是否對相關的違失官員提出求償。
國防部於2011年11月29日發布新聞稿說明，北部地方軍事法院決議對江國慶補償金案之相關人員，包括前國防部長陳肇敏等八人被行使假扣押保全程序。國防部北部地方軍事法院表示，已邀集求償委員（學者專家五人、軍事法院成員四人）召開審查會議，決定對前國防部長陳肇敏、前空軍反情報隊人員柯仲慶、鄧震環、何祖耀和李書強，以及前空軍作戰部軍法人員曹嘉生、趙台生及黃瑞鵬等八人為對象，就補償金全額行使假扣押的保全程序。北部地方軍事法院並於當日派員向台北地方法院遞狀申請假扣押，後續將由台北地院召開審查會議，各別通知相關人員陳述意見後，再議決本案最終的求償對象與金額。
國防部北部地方軍事法院2012年4月12日表示，江國慶案刑事補償事件經過北部地方軍事法院15次求償審查會議，並邀請前國防部長陳肇敏等八人到庭答辯，只有當年的保防官鄧震環表示悔意並願意賠償，其餘涉案包括陳肇敏、曹嘉生、黃瑞鵬、柯仲慶、何祖耀、李植仁等六人則加以悍拒。審查會議於是決議，表示悔意的鄧震環酌情賠償280萬元並已繳交，其他人則各求償新台幣1474萬714元，總計求償9124萬4284元，其中一位涉案人前保防李植仁雖已過世，但軍方仍要求繼承其遺產者須負起賠償責任。這不但是刑事求償法在去年修訂實施後，軍法求償額度最高的首例，也是第一例須向涉案者子女求償的案例。與當初假扣押名單不同的是賠償名單加入已故的李植仁，將對其兩名子女求償，但軍方並未對其提出假扣押聲請。至於原本在名單內的趙台生、李書強，則認定其未參與對江國慶之不當取供行為，故不予求償。
2017年8月，臺灣高等法院判決，除軍事檢察官黃瑞鵬被認定免責而不必賠償，陳肇敏、柯仲慶仍維持判賠1474萬元，其餘人員亦同前判。

### 行政懲處
國防部2011年7月完成行政懲處，包括江國慶案時任的空軍總司令黃顯榮、作戰司令陳肇敏、政戰主任李天羽等三名退役上將僅記申誡、記過一次等處分，懲處內容除了當年直接以刑求江國慶方式取得殺害女童的自白書的空軍上校反情報參謀官柯仲慶、反情報隊少校保防官鄧震環及已經過世的保防官李植仁是記大過二次外，其他當年負責的將領都僅是記申誡到記過一次。

### 刑事責任
台北地檢署在2011年5月和2012年8月間，二度對陳肇敏做出不起訴處分，在江母聲請再議後，高檢署檢察長顏大和表示將撤銷陳肇敏等人不起訴處分，將會再度發回北檢偵辦。
2015年11月，台北地檢署三度對陳肇敏等人做出「不起訴處分」，在江母聲請再議後，高檢署於2015年12月駁回再議，全案「不起訴處分」確定。
2016年1月，律師團不服高檢署駁回再議，因此向台北地方法院聲請交付審判，2016年8月，台北地方法院裁定聲請駁回，全案確定。

## 軍方偵辦相關人員
空軍總司令部
- 黃顯榮（空軍總司令部二級上將總司令）[52]

空軍作戰司令部
- 陳肇敏（空軍作戰司令部中將司令）[52]
- 李天羽（空軍總司令部政治作戰部中將主任）：事蹟存記（將官以上人員的獎勵或懲處，僅登載事蹟）[52]
- 金國梁（空軍總司令部政治作戰部少將副主任）：事蹟存記[52]
- 曹嘉生（軍法室上校主任兼發言人）[52]
- 柯仲慶（空軍作戰司令部上校反情報參謀官）：空軍獎章乙座[52]
- 許應強（反情報隊上校隊長）：大功一次[52]
- 鄧震環（反情報隊少校保防官）：空軍獎狀乙幀[52]
- 胡進成（警衛連中尉連長）：舉發江國慶的檢舉人，於破案後獲頒檢舉獎金[52]。
- 劉景太（福利站支援士兵）：在江被槍決後，軍方以劉景太涉嫌與江國慶串供、企圖誤導軍方專案小組偵辦方向為由，將他提報行政處分[53]。此次重審案件被檢方列為證人，未被檢舉。

空軍松山基地指揮部
- 李書強（松山指揮部少校保防官）：空軍獎狀乙幀[52]
- 何祖耀（松山指揮部上尉保防官）：大功一次[52]

法醫
- 李偉華（國軍法醫中心鑑定組上校組長）[52]
- 方中民、張冠民、蕭開平、謝安慈（國軍法醫中心）[52]
- 李敘鉅（法醫）[52]

空軍作戰司令部普通審判庭
- 黃瑞鵬（軍事檢察官）[52]
- 呂德義、羅正南、胡功信（審判官）[52]
- 甯方中（審案者，中尉不具「軍審官」資格）[52]

## 國賠
在江國慶案後，陳肇敏等五人判賠國防部5957萬定讞。

## 江父所列冤殺江國慶的官員名單
江父列的涉及冤殺江國慶之軍方官員名單包括柯仲慶、呂德義、陳肇敏、方中民、鄧震環、羅正南、李敘鉅、張冠民、蕭開平、黃瑞鵬、胡進成、何祖耀、謝安慈、劉景太、盧煥城、胡功信、甯方中、李偉華等。

## 民間反應
- 相關人士被網路人肉搜索，輿論紛紛呼籲應追討回失職官員的破案獎勵和退休金，連薪資及軍階也應追回，並以刑事重判調查小組涉案較深者；追究層級還要提高到當時擔任司令與主任，及之後高昇至國防部長的陳肇敏和李天羽等人。朝野立委都不反對修法以追回參與該案之官員的退休金，並要他們負起本案之刑事責任。
- 曾參與刑求的柯仲慶，時任台中金典酒店資材管理長，酒店總經理陳月鳳於2011年1月29日晚間聲明，已請柯仲慶暫時離開職場，靜待司法判決結果而作處置[56][57][58]。
- 曾參與刑求的鄧震環，據報載現於臺中市金錢豹酒家市政分店任職執行董事，妻子在台中從事土地仲介代書業，兩名已成年的兒女居於國外。據媒體轉述其友人說法，鄧震環近幾年變得經常恍神，疑似「卡到陰」[58][59]。
- 死刑存廢問題、冤案和刑求等相關議題重新獲得重視。不過雖然廢死團體以江國慶案為例，說明死刑的不可靠性及據此推動廢除死刑，但多數民眾並未因為江國慶案而改變對死刑的支持態度，甚至一些人認為廢死團體藉由江國慶案推動廢除死刑的做法，是在消費江國慶。[60]
- 立委羅淑蕾認為陳肇敏是殺人犯，且說道：「他心裡一輩子都不會安，不管他到哪裡去，人家都是把他當殺人犯看待。」[61]
- 陳肇敏曾寄一封為江國慶超渡的指南宮通知明細單給江母，江母痛批陳的此舉「根本就是作秀」[62]。
- 財團法人民間司法改革基金會等人權團體與江國慶家屬持續要求國家應勇於面對自己的錯誤，並追究違法失職的陳肇敏等軍官的刑事責任和民事責任，獲1萬2千5百個團體及個人的網路連署，並在江國慶日於自由廣場前引領群眾參加「雙十紀念江國慶 默哀10分10秒」的「江國慶日要究責」活動[63][64]。

## 影響
- 五歲謝姓女童命案，因證據遭破壞，真凶仍成謎。
- 政戰組織配合「精實案」、「精進案」等，不再管轄刑事偵查，統由軍事檢察官及憲兵執行；保防部門移編情報單位，職司反情報、資訊安全等。
- 《行政程序法》自2001年1月1日施行，第一次執行對涉及「刑事」案件的公務人員實施求償。
- 有人以江國慶代指冤死者[65][66]。

## 影劇改編題材
- 2013年電視劇《廉政英雄》改編單元。
- 2023年電視劇《台灣犯罪故事》改編單元——黑潮之下。
- 2024年電視劇《無罪推定》

## 參看
- 蘇建和案
- 盧正案
- 徐自強案
- 邱和順案
- 鄭性澤案
- 謝志宏案
- 沈鴻霖案
- 呼格吉勒图案
- 1999年桃園空軍基地彈藥竊案
- 中華民國死刑制度
- 臺灣戰後時期死刑犯列表
- 檢察官法

## 外部連結
- 國防部北部地方軍事法院判決，100 年再字第001 號服股。 （页面存档备份，存于）（PDF）
- 司法改革基金會發起之起訴陳肇敏求冤賠償金連署活動 （页面存档备份，存于）